# François Bauchet
François Bauchet né en 1948 à Montluçon est un designer français.

## Biographie
Né en 1948 à Montluçonné en 1948 à Montluçon, François Bauchet étudie à l'École nationale supérieure d'art de Bourges.

## Expositions
En 2018, ses créations sont exposées à la galerie Kreo.